# Tegostoma dhahranalis
Tegostoma dhahranalis là một loài bướm đêm trong họ Crambidae.